# جو کایزر
جو کایزر (به آلمانی: Joe Kaeser) (زاده ۲۳ ژوئن ۱۹۵۷) مدیر اجرایی آلمانی است، که اکنون به‌عنوان مدیر عامل اجرایی شرکت زیمنس فعالیت می‌نماید. وی در ماه ژوئیه ۲۰۱۳ جایگزین پیتر لوشر شد.